# Victor Melcior i Farré
Victor Melcior i Farré (Almenar, 21 de febrer de 1860 - Barcelona, 20 de juny de 1929) metge cirurgià, metafísic i actiu seguidor i divulgador del moviment espiritista.

## Biografia
Va néixer el 21 febrer 1860 a Almenar, al Segrià. Acabats els seus estudis a la Universitat de Barcelona, va exercir al seu poble natal. D'allà va anar a Manresa, i en aquesta important població fabril, va lluitar contra el còlera de 1885, amb tanta abnegació, que l'ajuntament va recompensar els seus actes humanitaris atorgant-li un diploma d'honor, i la Junta d'Auxilis una medalla de plata. Es va establir definitivament a Barcelona, l'any 1887.

## Obra
Escriptor per vocació, la seva ploma va col·laborar en diversos diaris i revistes especialitzades, com El Diario Médico, Revue de Medecine dosimetric de París, La Enciclopèdia medico-farmacèutica, La Semana Médica de Buenos Aires, La Unión Espiritista, La revista de Estudios Psicologicos, de la que també va ser director. Autor d'importants articles sobre l'educació dels nens anormals i la problemàtica de la delinqüència infantil.
Entre la seva obra escrita, figura una "Topografia mèdica de Manresa", (manuscrit del 1889), que va ser premiada en concurs per la "Reial Acadèmia de Medicina de Barcelona, de la qual va ser acadèmic corresponent pel seu treball titulat;" Oïda intern, sensacions sonores subjectives ". A més va publicar els següents títols: El 1900, "El periespíritu i les malalties", i "La malaltia dels místics (patologia-psíquica). El 1904, "Els estats subconcients i les aberracions de la personalitat "; El 1907," Memòria, La voluntat com a força medicatriz. Terapèutica d'aquesta potència anímica quan està debilitada o pertorbada ". (Memòria que va obtenir el primer premi de la Reial Acadèmia de Madicina de Madrid). El 1908," Mesura pràctica de la potència volitiva, és possible? ".);. A 1910, "La delinqüència en els nens, Causes i remeis. El 1914, "L'esperit de les religions i l'espiritualisme racionalista", "El jutge incògnita" i el 1921; "Orientacions anímiques". Llibre editat de conferències donades a Barcelona amb el títol, "Sanitat humana i progrés en espiral de les consciències".
Així mateix va traduir obres com, L'exteriorització de la motilitat i Lo meravilloso positivo, del Comte de Rochas, 2 i la "Psicologia experimental", del Dr.Pablo Gibier, així com "Las vidas sucesivas", de Gabriel Delaneé, i "Los fantasmas de los vivos ".
Va ser nomenat acadèmic per la Reial Acadèmia de Medicina i Cirurgia de Madrid i Barcelona; medalla d'or per la Real de Madrid; diploma d'Honor de l'Excm. Ajuntament de Manresa; Medalla especial de la Junta Executiva de Sanitat i Auxilis de Manresa; soci corresponsal de l'economia d'Amics del País de Màlaga i altres; membre protector de la "Revista d'estudis psicològics"; president honorari de "La Union Sanitària de Barcelona"; premi i diploma de la "Sociedad Barcelonesa de Amigos de la Instrucción".
Cal destacar, la seva presència com a metge proper a les doctrines del magnetisme i al moviment espiritista, de les quals va ser un important seguidor, promotor i activista.
L'any 1900, va participar en el Congrés Internacional Espiritista i espiritualista de Paris, on va presentar el seu llibre, "El Periespiritu i les malalties".
El 1917 va viatjar a Buenos Aires i Uruguai, on, entre moltes altres, va donar conferències titulades, "Depuración i regeneración de la raza". Va fer estada fins a 1919, deixant una clara i extensa empremta del seu saber dialèctic i literari, entre la classe mèdica argentina i uruguaiana.
El 20 de juny de 1929, va morir al seu domicili de Barcelona, als 69 anys.